# 罗恩·佩洛西
罗恩·佩洛西（1934年11月2日—）是一位意大利裔美国商人，毕业于史丹佛大學，任职于光辉国际等机构。他是商人保罗·佩洛西的哥哥，前美國眾議院議長南希·佩洛西的大伯子，其前妻芭芭拉·纽森是加利福尼亞州州長加文·纽森的姑姑。